# Tommy Seebach
Tommy Seebach (14 septembre 1949 - 31 mars 2003) était un chanteur et musicien danois. Il remporte à trois reprises le Dansk Melodi Grand Prix et représente donc trois fois son pays au concours Eurovision de la chanson : en 1979 avec la chanson Disco Tango, en 1981 avec Krøller eller ej et en 1993 avec Under stjernerne på himlen.